# Richard Kräusel
Richard Oswald Karl Kräusel (* 29. August 1890 in Breslau; † 25. November 1966 in Frankfurt am Main) war ein bedeutender deutscher Paläobotaniker.  Sein offizielles botanisches Autorenkürzel lautet „Kräusel“.

## Leben und Werk
Richard Kräusel wurde 1913 in Breslau in Paläobotanik bei Ferdinand Albin Pax promoviert (Kenntnis der Hölzer der schlesischen Braunkohle), war im Ersten Weltkrieg zeitweise Wehrgeologe in Südosteuropa und war ab 1920 Studienassessor am Goethegymnasium in Frankfurt am Main. Er arbeitete dort eng mit der Senckenbergischen Naturforschenden Gesellschaft zusammen und habilitierte sich 1920 an der Universität Frankfurt, an der er ab 1925 Paläobotanik lehrte, ab 1928 als außerplanmäßiger und ab 1939 als außerordentlicher Professor. 1934 trat er der SA und 1937 der NSDAP bei. Weitere nationalsozialistische Organisationen folgten. 1938 wurde er ehrenamtlicher Leiter der paläobotanischen Sammlung der Senckenberg Gesellschaft, die 1941 eine eigene Abteilung wurde. An der Universität wurde K. 1939 zum außerplanmäßigen Professor (weiterhin ohne Vergütung) ernannt. 1952 ging er als Lehrer in den Ruhestand, wirkte aber weiter an der Senckenberg Gesellschaft. Nachfolger in der Leitung wurde 1966 sein enger Mitarbeiter Friedemann Schaarschmidt.
Kräusel befasste sich mit Pflanzen aus allen Erdzeitaltern von Stromatolithen des Präkambriums und den ersten Landpflanzen des Devon bis zum Tertiär. Er erkannte früh die Bedeutung der Palynologie und praktizierte eine stärkere Einbindung der Pflanzenanatomie in die Paläobotanik als bis dahin üblich. Mit seinem Freund Hermann Weyland untersuchte er die Flora des Devon im Rheinland und später den Bau von Laubblättern des Tertiärs. Weitere Schwerpunkte waren der Holzbau von fossilen Koniferen und die Flora des Mesozoikums in Süddeutschland, Österreich (besonders Lunz) und der Schweiz (Neuewelt bei Basel), zum  Beispiel Ginkgoales und Bennettitales. Er unternahm unter anderem Forschungsreisen nach Südostasien (1921, 1926), Nordamerika (1928, 1959, insbesondere Devon), Südafrika und Namibia (1928, 1953/54, 1963), Südamerika (1924, 1947, Brasilien 1956/57) und Indien (1960/61, 1964), also insbesondere in die Gondwana-Länder. Letztere Reisen waren auch durch die Vernichtung der in das Glauberg Museum in der Wetterau ausgelagerten eigenen Sammlungen im Zweiten Weltkrieg bedingt.
Er war korrespondierendes Mitglied der American Botanical Society (1954), Mitglied der Leopoldina (1957) und Ehrenmitglied der Palaeobotanical Society of India. 1963 wurde er Ehrendoktor der University of Durham. Zum 60. Geburtstag 1950 erhielt er die Eiserne Senckenbergmedaille.

## Schriften
- Versunkene Floren. Eine Einführung in die Paläobotanik. Senckenberg-Buch, Band 25, 1950
- mit Hermann Weyland: Die Flora des deutschen Unterdevon. Abh. Preuß. Geolog. Landesanstalt, Neue Folge, Band 131, 1930, S. 1–92
- mit Hermann Weyland: Beiträge zur Kenntnis der Devonflora. Teil 1–3, Senckenbergiana, Band 5, 1923, S. 154–184, Abhandlungen der Senckenbergischen Naturforschenden Gesellschaft, Band 40, 1926, S. 115–155, Band 41, 1929, S. 315–360
- Die fossilen Koniferenhölzer. Palaeontographica, Band 62, 1919, S. 185–280, Palaeontographica, Band 89 B, 1949, S. 83–203
- Untersuchungen zur mesozoischen Florengeschichte des alpinen und süddeutschen Raumes. Teil 1–3, Palaeontographica, Band 84 B, 1938, S. 21–43, Band 87 B, 1943, S. 59–93, Band 89 B, 1949, S. 35–82
- Die Pflanzen des schlesischen Tertiärs. Jahrbuch der Preußischen Geologischen Landesanstalt, Band 38, 1920, S. 1–338
- Die paläobotanischen Untersuchungsmethoden. Fischer, Jena 1929, 1950
- Mitteleuropäische Pflanzenwelt. Kronenverlag, Hamburg 1954
- mit Friedemann Schaarschmidt: Die Keuperflora von Neuewelt bei Basel. 1–4, Schweizer paläontologische Abhandlungen, Band 71, 1955, S. 1–27, Band 77, 1959, S. 1–19, Band 84, 1966, S. 1–64.